# Dumitru Bughici
Dumitru Bughici (* 14. November 1921 in Iași; † 12. Juni 2008 in Jerusalem, Israel) war ein rumänischer jüdischer Komponist und Musikpädagoge.

## Leben
Bughici entstammte einer Familie von Klezmermusikern. Er studierte von 1935 bis 1938 am Konservatorium seiner Heimatstadt bei Alexandru Zirra (Harmonielehre), Antonin Ciolan (Dirigieren) und Radu Constantinescu (Klavier) und 1950 bis 1955 am Leningrader Konservatorium. Ab 1958 unterrichtete er an der Nationalen Musikuniversität Bukarest (UCMR). 1985 wanderte er nach Israel aus, wo er weiter als Komponist und Lehrer wirkte.
Im Zentrum des kompositorischen Schaffens Bughicis stehen seine elf Sinfonien. Hinzu kommen mehrere Sinfonietten und weitere Orchesterwerke, kammermusikalische Werke, Ballett- und Filmmusiken. Außerdem verfasste er auch musiktheoretische Schriften, darunter Suita și sonata (Suite und Sonate, 1965, ausgezeichnet mit dem Preis der Rumänischen Akademie) und Dicționarul de forme și genuri muzicale (Wörterbuch der musikalischen Formen und Genres, 1978, Preis der UMCR).

## Werke
- 1. Sinfonie: Symphony-Poem (1961)
- 2. Sinfonie: Simfonia Coregrafică (1964, 1967),
- 3. Sinfonie: Ecouri de Jazz (1966)
- 4. Sinfonie (1972)
- 5. Sinfonie (1977)
- 6. Sinfonie: Simfonia Bucegilor (1978–79)
- 7. Sinfonie: Symphony-Ballet (1983)
- 8. Sinfonie: In Memoriam (1984)
- 9. Sinfonie: Simfonia Romantica (1985)
- 10. Sinfonie: Aspirations (1985)
- 11. Sinfonie: Symphony of Gratitude (1987–90)
- Sinfonietta Tinereții (1958)
- Sinfonietta (1962)
- Sinfonietta da Camera (1969)
- Sinfonietta for Strings (1979)
- Simfonia Concertante No. 1 für Streicher und Orchester (1979–80)
- Simfonia Concertante No. 2 (1980–81)
- Mica suită für Klavier (1965)
- Șase piese für Klavier (1966)
- Cântecele Irinei (1972)
- Două Novellette für Klavier (1972)